# Constitución brasileña de 1824
La Constitución del Imperio de Brasil (oficialmente denominada en portugués Constitução Política do Império do Brasil) de 1824 fue la primera constitución brasileña. La carta constitucional fue encomendada por el emperador Don Pedro I a un grupo de ciudadanos, tras la toma de la Asamblea constituyente por los militares y producirse varias detenciones de políticos liberales, en la llamada noche de la agonía. Fue una constitución otorgada y de elaboración muy conflictiva. Tras la proclamación de la Independencia de Brasil del Reino Unido de Portugal, Brasil y Algarves, por Don Pedro I, el 7 de septiembre de 1822, los partidos radicales y conservadores de la asamblea constituyente entraron en un enfrentamiento constante.

## Historia

El blasón de la Casa Imperial de Brasil, y, por lo tanto, del Imperio de Brasil.

La Asamblea constituyente inició sus trabajos el 3 de mayo de 1823, cuando el emperador Don Pedro I pronunció un discurso sobre lo que esperaba de los legisladores. Entre los diputados constituyentes había 22 sacerdotes y una parte importante de los constituyentes tenía orientación liberal: querían una monarquía que respetara los derechos individuales, delimitando los poderes del emperador. D. Pedro I quería a su vez ejercer su poder sobre el legislativo, a través del control del voto, lo que provocó una trifulca entre ambos bandos. D. Pedro I mandó al ejército invadir el plenario del 12 de noviembre de 1823, deteniendo a varios diputados. Este episodio es conocido como la "noche de la agonía".
Hecho esto, reunió a diez ciudadanos de su entera confianza, pertenecientes al Partido Portugués, entre ellos João Gomes de Silveira Mendonça, marquês de Sabará. Tras algunas discusiones a puerta cerrada, estos diez ciudadanos redactaron la primera constitución de Brasil el día 25 de marzo de 1824, siendo escrita por el archivero de las bibliotecas reales, Luís Joaquim de Santos Marruecos. D. Pedro I repetiría el proceso para otorgar la Carta Magna dos años después, cuando ya era también Pedro IV de Portugal y se elaboraba la Constitución portuguesa de 1826.
La Constitución de 1824 fue la constitución brasileña con mayor vigencia, habiendo sido revocada en la proclamación de la República de Brasil, el 15 de noviembre de 1889. Por su contenido, esta constitución apareció en una época en que varios países adoptaron constituciones codificadas. La Constitución brasileña de 1824 no fue una de las primeras constituciones, pues ya existían otras precedentes, como las constituciones de San Marino (1600, aún hoy en vigor con enmiendas), Córcega (1755), la de Estados Unidos (1787, aún en vigor con enmiendas), la de la Comunidad Polaco-Lituana (1791), las constituciones francesas del período revolucionario (nueve constituciones entre 1791 y 1830), la de Suecia (1809, aún en vigor con enmiendas), España (1812), Países Bajos (1815, aún en vigor con enmiendas), Grecia (1822, 1823), Noruega (1814, aún en vigor con enmiendas), Portugal (1822), República Federal Centro-Americana (1824), Argentina (1813, 1819), Chile (1812, 1818, 1823), Venezuela (1811, 1819), Gran Colombia (1821), Paraguay (1813), Perú (1822) y México (1814, 1821, 1824). La constitución recibió importantes modificaciones por medio del acto adicional de 1834, que, entre otras alteraciones, creó las asambleas legislativas provinciales.

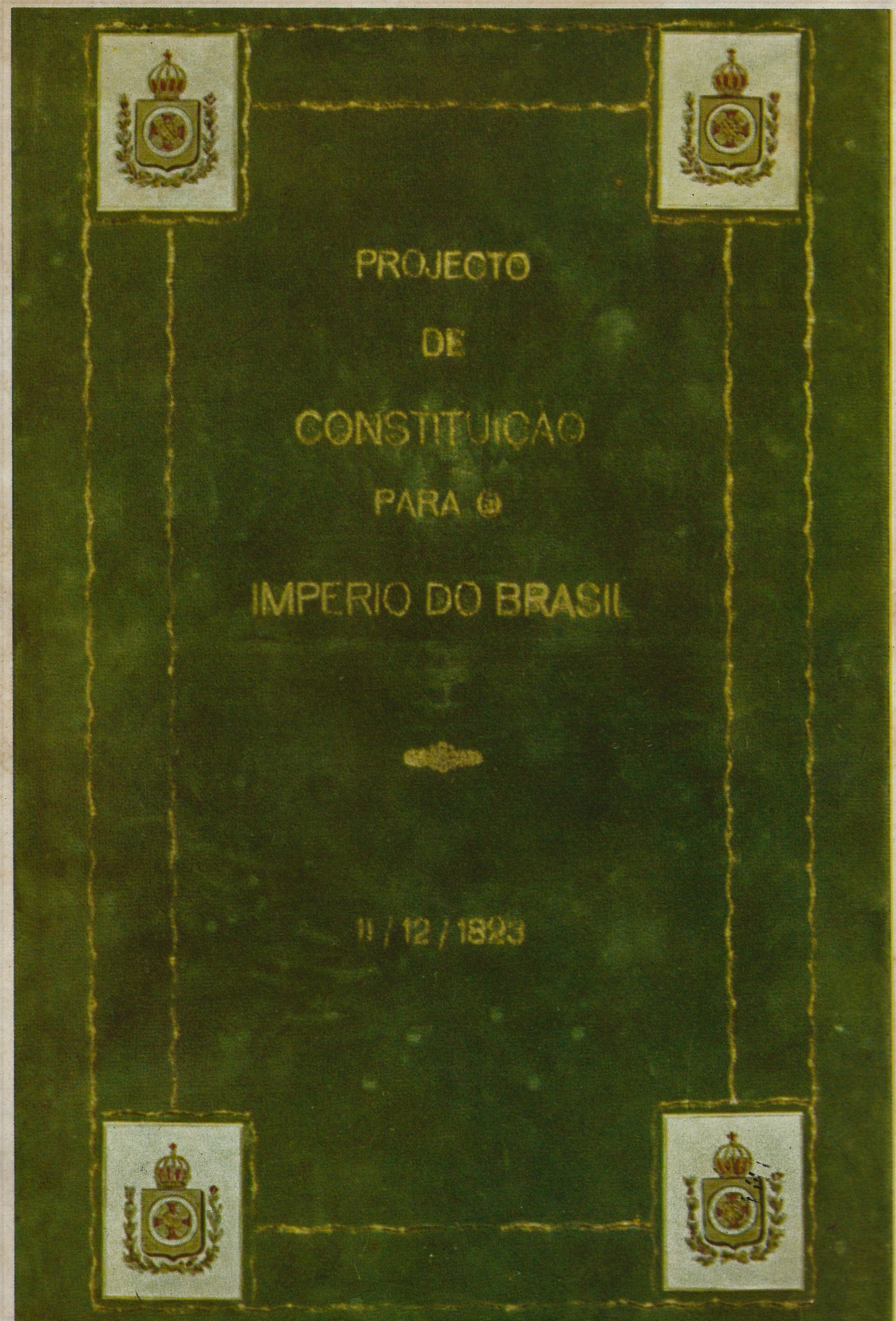
Portada del Proyecto, perteneciente al acervo del Archivo Nacional.

El día 3 de mayo de 1823, la Asamblea constituyente y legislativa del Imperio del Brasil inició su legislatura con el intento de realizar la primera constitución política del país. El mismo día, D. Pedro I lanzó un discurso a los diputados reunidos, dejando clara la razón de haber afirmado durante su coronación, a finales del año anterior, que la constitución debería ser digna de Brasil y de sí (frase esta que fuera original de José Bonifácio y no del emperador:

Como Imperador Constitucional, e mui especialmente como Defensor Perpétuo deste Império, disse ao povo no dia primeiro de dezembro do ano próximo passado, em que fui coroado e sagrado – que com a minha espada defenderia a Pátria, Nação e a Constituição, se fosse digna do Brasil e de mim..., uma Constituição em que os três poderes sejam bem divididos… uma Constituição que, pondo barreiras inacessíveis ao despotismo quer real, aristocrático, quer democrático, afugente a anarquia e plante a árvore da liberdade a cuja sombra deve crescer a união, tranquilidade e independência deste Império, que será o assombro do mundo novo e velho. Todas as Constituições, que à maneira de 1791 e 1792 têm estabelecido suas bases, e se têm querido organizar, a experiência nos tem mostrado que são totalmente teóricas e metafísicas, e por isso inexequíveis: assim o prova a França, a Espanha e, ultimamente, Portugal. Elas não tem feito, como deviam, a felicidade geral, mas sim, depois de uma licenciosa liberdade, vemos que em uns países já aparecem, e em outros ainda não tarda a aparecer, o despotismo em um, depois de ter sido exercido por muitos, sendo consequência necessária ficarem os povos reduzidos à triste situação de presenciarem e sofrerem todos os horrores da anarquia.

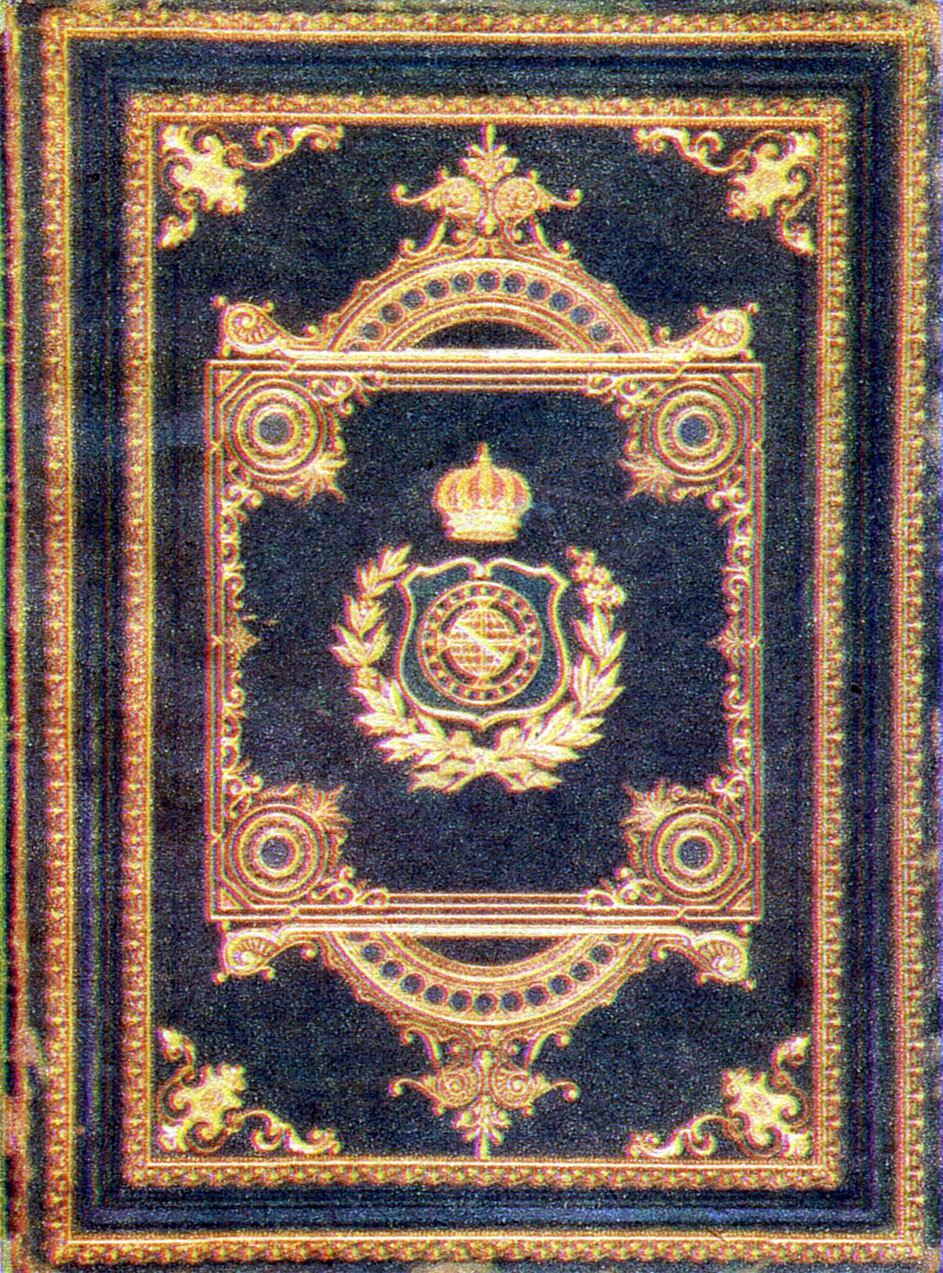
Portada del ejemplar que perteneció al emperador Don Pedro I.

D. Pedro I recordó a los diputados en su discurso que la constitución debería impedir eventuales abusos, no solo por parte del monarca, sino también por parte de la clase política y de la propia población. Por tanto, sería necesario evitar implantar en el país leyes que en la práctica fueran desoídas. La Asamblea en un primer momento se precipitó a aceptar la demanda del Emperador, pero algunos diputados se sintieron incómodos con el discurso de D. Pedro I. Uno de ellos, el diputado por Pernambuco, Andrade de Lima, manifestó claramente su descontento, alegando que la frase del monarca era por demás ambigua. Los diputados que se encontraban en la Asamblea constituyente eran en su gran mayoría liberales moderados, reuniendo "lo que había de mejor y de más representativo en el Brasil". Fueron elegidos de manera indirecta y por voto censitario y no pertenecían a partido alguno, que aún no existían en el país. Había, pero, facciones entre los mismos, siendo tres discernibles: los llamados "bonifácios", que eran liderados por José Bonifácio y defendían la existencia de una monarquía fuerte, pero constitucional y centralizada, para así evitar la posibilidad de fragmentación del país, y pretendían abolir el tráfico de esclavos y la esclavitud, así como realizar una reforma agraria y desarrollar económicamente el país, libre de empréstitos extranjeros. Una segunda facción, los "portugueses absolutistas", que comprendían no solo a los lusitanos, sino también a muchos brasileños que defendían una monarquía absoluta y centralizada, además del mantenimiento de sus privilegios económicos y sociales. Y por último, la facción de los "liberales federalistas", que contaban en sus cuadros con portugueses y brasileños, y que predicaban una monarquía meramente figurativa y descentralizada, en parte federal, y que abogaban por el mantenimiento de la esclavitud, además de combatir con vehemencia los proyectos de los bonifácios. Ideológicamente, el Emperador se identificaba con los bonifácios tanto en relación con los proyectos sociales y económicos, cuanto en relación con los políticos, pues no tenía interés ni en actuar como un monarca absoluto y menos en servir como "una figura decorativa en el Gobierno".
El primer esbozo de la nueva Constitución fue un documento escrito por Antônio Carlos de Andrada en 1823, en el que dejaba entrever una fuerte influencia de las Constituciones francesas y noruega. Enseguida fue remitido a la Constituyente, donde los diputados iniciaron los trabajos para la redacción de la Carta Magna. Existían diferencias notables entre el proyecto de 1823 y la posterior Constitución de 1824. En la cuestión del federalismo, era centralizadora, pues dividía el país en comarcas, que eran divisiones meramente judiciales y no administrativas. Las calificaciones para ser elector eran mucho más restrictivas que la Carta final de 1824. Definía también que serían considerados ciudadanos brasileños solamente los hombres libres en Brasil, y no los esclavos que eventualmente vinieran a ser liberados, a diferencia de la Constitución de 1824. Proponía la separación de los tres poderes, siendo el Ejecutivo delegado al Emperador, pero la responsabilidad por sus actos recaería sobre los ministros de Estado. La Constituyente optó también por la inclusión del veto suspensivo por parte del Emperador (así como la de 1824), que podría inclusive vetar, si así lo deseara, el propio proyecto de Constitución.
Sin embargo, los cambios en el rumbo político llevaron a los diputados a proponer hacer del monarca una figura meramente simbólica y subordinada a la Asamblea. Este hecho, seguido por la aprobación de un proyecto en 12 de junio de 1823, por el cual las leyes creadas por el órgano dispensarían la sanción del Monarca llevó a Don Pedro I a entrar en enfrentamientos con la Constituyente.

Por detrás de la disputa entre el Emperador y la Asamblea, había otra, más profunda y que fue la causa real de la disolución de la Constituyente. Desde el inicio de los trabajos legislativos, los liberales federalistas tenían como principal objetivo derrumbar el ministerio presidido por José Bonifácio a cualquier precio y vengarse de las persecuciones que sufrieron durante la dictadura Bonifácia ocurrida el año anterior. Los portugueses absolutistas, por otro lado, vieron sus intereses heridos cuando José Bonifácio emitió los decretos de 12 de noviembre de 1822 y de 11 de diciembre de 1822, por los que el primero eliminaba los privilegios de los lusitanos y en el segundo secuestraba los bienes, mercancías e inmuebles pertenecientes a los mismos que hubieran apoyado a Portugal durante la Independencia de Brasil. A pesar de las diferencias, los portugueses y los liberales se aliaron con el objetivo de retirar del poder al enemigo común. Los liberales y portugueses avivaron los:
[…]"desafetos dos Andradas, cujo valimento junto ao Imperador açulava muitas invejas e cuja altaneira, por vezes grosseira, suscetibilizava muitos melindres e feria muitas vaidades. Duros para com os adversários, os Andradas tinham suscitado fartura de inimigos no prestígio conquistado pela sua superioridade intelectual e pela sua honestidade. Os descontentes uniram-se para derrubá-los e na aliança se confundiram moderados com exaltados".
 Las dos facciones ahora aliadas atrajeron a los amigos íntimos del Emperador a su lado, y trataron de envenenar la amistad del monarca con su gran amigo, José Bonifácio. Viendo que la mayor parte de la Asamblea estaba en contra del ministro Andrada e influenciado por sus amigos, que se identificaban con los intereses de los portugueses, D. Pedro I cesó a los ministros de Estado. Se inició así una auténtica guerra con ataques y declaraciones de las distintas facciones que tuvieron su campo de batalla en los periódicos del país, que defendían una u otra facción política. La alianza entre los liberales y portugueses, sin embargo, fue efímera. Tras el cese del Ministerio Andrada, los dos grupos se volvieron uno contra el otro. Para el monarca, cualquier relación con los liberales sería inadmisible, pues sabía muy bien de sus intenciones de transformar la monarquía en una figura meramente decorativa. Los ataques contra los portugueses en general e incluso contra D. Pedro I por parte de los periódicos y diputados a favor de los Andradas llevó al Emperador a aproximarse a los portugueses.
La crisis se hizo aún más seria cuando un episodio que normalmente sería completamente ignorado acabó por ser utilizado para fines políticos. Un farmacéutico nacido en Brasil, que también practicaba el periodismo, sufrió agresiones físicas por parte de dos oficiales lusitanos que erróneamente creían que él había sido el autor de un artículo injurioso. Los Andradas aprovecharon la oportunidad para alegar que la agresión sufrida por el boticario era en realidad un atentado contra el honor de Brasil y del pueblo brasileño. Antônio Carlos de Andrada y Martim Francisco de Andrada fueron llevados sobre los hombros de una multitud y se siguió una onda de xenofobia antilusitana que encendió aún más los ánimos.
A todo esto, D. Pedro I intervino desde la ventana del Palacio Imperial, que se encontraba al lado de la "Cadena Vieja", nombre del edificio donde estaba realizando la Constituyente. El Emperador ordenó al Ejército que se preparara para un conflicto inminente. "Don Pedro I detentaba la fidelidad de la oficialidad, que se sintió agredida por los insultos dirigidos hacia ella y hacia el Emperador por los periódicos aliados de los Andrada y exigía un castigo ejemplar.

Los diputados exigieron explicaciones sobre las razones de la reunión de tropas en San Cristóbal. El ministro del Imperio, Francisco Vilela Barbosa, representando al gobierno, se dirigió a la Asamblea demandando que se procesaran a los hermanos Andrada por los supuestos abusos que cometieron. Los diputados debatieron sobre la propuesta del gobierno y permanecieron en sesión durante la madrugada. Pero el día siguiente cuando Vilela Barbosa retornó a la Asamblea para dar explicaciones sobre la reunión de las tropas, algunos diputados gritaron exigiendo que D. Pedro I fuera declarado "fuera de la ley". El Emperador, al conocer esto, antes incluso de que el ministro volviera de la Asamblea, firmó el decreto disolviendo la Constituyente. Sobre el episodio, Oliveira Lima afirmó que: 
"A madrugada da noite de agonia não iluminou todavia martírio algum. Os deputados que se tinham declarado prontos a cair varados pelas baionetas imperiais, voltaram tranquilamente para suas habitações, sem que os soldados os incomodassem. Seis tão-somente foram deportados para a França, entre eles os três Andradas".
 Los portugueses propusieron a D. Pedro I que enviara a los hermanos Andrada a Portugal, pues allí muy probablemente serían condenados a pena de muerte por sus participación en la independencia brasileña. Pidieron solo su consentimiento. Não! Não consinto porque é uma perfídia, respondió el monarca. A pesar de las múltiples detenciones, D. Pedro I se mantuvo en el poder porque los diputados rebeldes se perdieron en disputas por el poder y solamente buscaron defender sus propios intereses, con lo que llevaron a la capital del Imperio al borde de la anarquía. Tras los sucesos, de la Constituyente salieron 33 senadores, 28 ministros de Estado, 18 presidentes de provincia, 7 miembros del primer Consejo de Estado y 4 regentes del Imperio.

### Otorgamiento de la Constitución brasileña

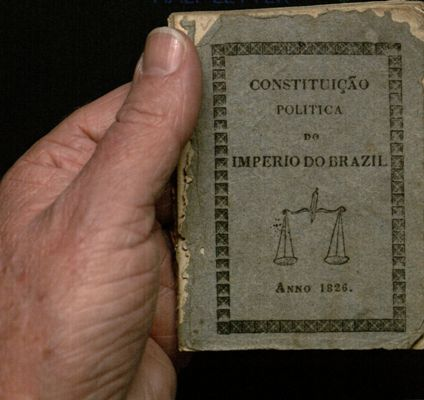
Ejemplar de la Constitución Política del Imperio de Brasil, impreso en 1826.

No era deseo de D. Pedro I imperar como un déspota, pues su ambición primera "era ser guardado por el amor de su pueblo y por la fidelidad de sus tropas y no imponer una tiranía". El Emperador, por tal razón, encargó al Consejo de Estado, creado el 13 de noviembre de 1823, redactar un nuevo proyecto de Constitución que debería estar finalizado en solo quince días. Era un "consejo de notables" formado por juristas renombrados, todos nacidos en Brasil. El grupo incluía a Carneiro de Campos, principal autor de la nueva Carta, además de Vilela Barbosa, Maciel da Costa, Nogueira da Gamma, Carvalho e Melo, entre otros.
El Consejo de Estado utilizó como base el proyecto de la Constituyente y así que terminó, envió una copia de la nueva Constitución a todos los municipios. Se esperaba que la Carta sirviera como un proyecto para una nueva Asamblea Constituyente. Pero, las cámaras municipales sugirieron al Emperador, por el contrario, que se adoptara "inmediatamente" el proyecto como la Constitución brasileña. Enseguida, las cámaras municipales, compuestas por concejales electos por el pueblo brasileño como sus representantes, votaron a favor de su adopción como la Carta Magna del Brasil independiente. Poquísimas cámaras hicieron alguna alegación al proyecto de Constitución y prácticamente ninguna hizo alguna reserva. La primera Constitución brasileña fue entonces otorgada por D. Pedro I y solemnemente jurada en la Catedral del Imperio, el día 25 de marzo de 1824.
La Carta otorgada en 1824 fue influenciada por las Constituciones francesa de 1791 y española de 1812. Era un "bello documento de liberalismo del tipo francés", con un sistema representativo basado en la teoría de la soberanía nacional. La forma de gobierno era la monárquica, hereditaria, constitucional y representativa, siendo el país subdividido formalmente en provincias y el poder político estaba dividido en cuatro poderes, conforme a la filosofía liberal y a las teorías de la separación de poderes de Benjamin Constant. La Constitución era una de las más liberales que existían en su época, incluso superando las europeas. Era más liberal, en diversos puntos, y menos centralizadora que el proyecto de la Constituyente, revelando que los "constituyentes del Primer Imperio, estaban perfectamente actualizados con las ideas de la época". A pesar de que la Constitución preveía la libertad religiosa, aunque solo en el ámbito doméstico, en la práctica, la libertad era total. Tanto los protestantes, como judíos y seguidores de otras religiones mantuvieron sus templos religiosos y demás actos con completa libertad de culto. Contenía una innovación, que era el Poder Moderador, cuyo surgimiento en la letra de la ley fue atribuida a Martim Francisco de Andrada, un gran admirador de Benjamin Constant Botelho de Magalhães. Este Poder serviría para "resolver impasses y asegurar el funcionamiento del gobierno". La separación entre el Poder Ejecutivo y Moderador surgió a partir de la práctica en el sistema monárquico-parlamentarista británico.
Había en la Carta Magna "algunas de las mejores propuestas de la revolución liberal que circulaban por Occidente – las que irían a fructificar, aunque de manera imperfecta, en el reinado de D. Pedro II". Isabel Lustosa añade, citando a Neill Macaulay, que Brasil salvaguardó por más de 65 años los derechos básicos de los ciudadanos, incluso mejor que otras naciones occidentales, con la posible excepción de Estados Unidos. De acuerdo con João de Scantimburgo:
"D. Pedro I e os seus constituintes tiveram o bom senso de escolher o melhor regime para a nação tropical, que se emancipava na América, sem copiar os Estados Unidos já consolidados, e as nações hispano-americanas retaliadas por tropelias sem fim, pelo revezamento de breves períodos democráticos e ditaduras caudilhescas".
 Hubo una reforma constitucional el año de 1834 que extinguió el Consejo de Estado y dio mayor autonomía a las Asambleas legislativas de las provincias.

## Puntos principales

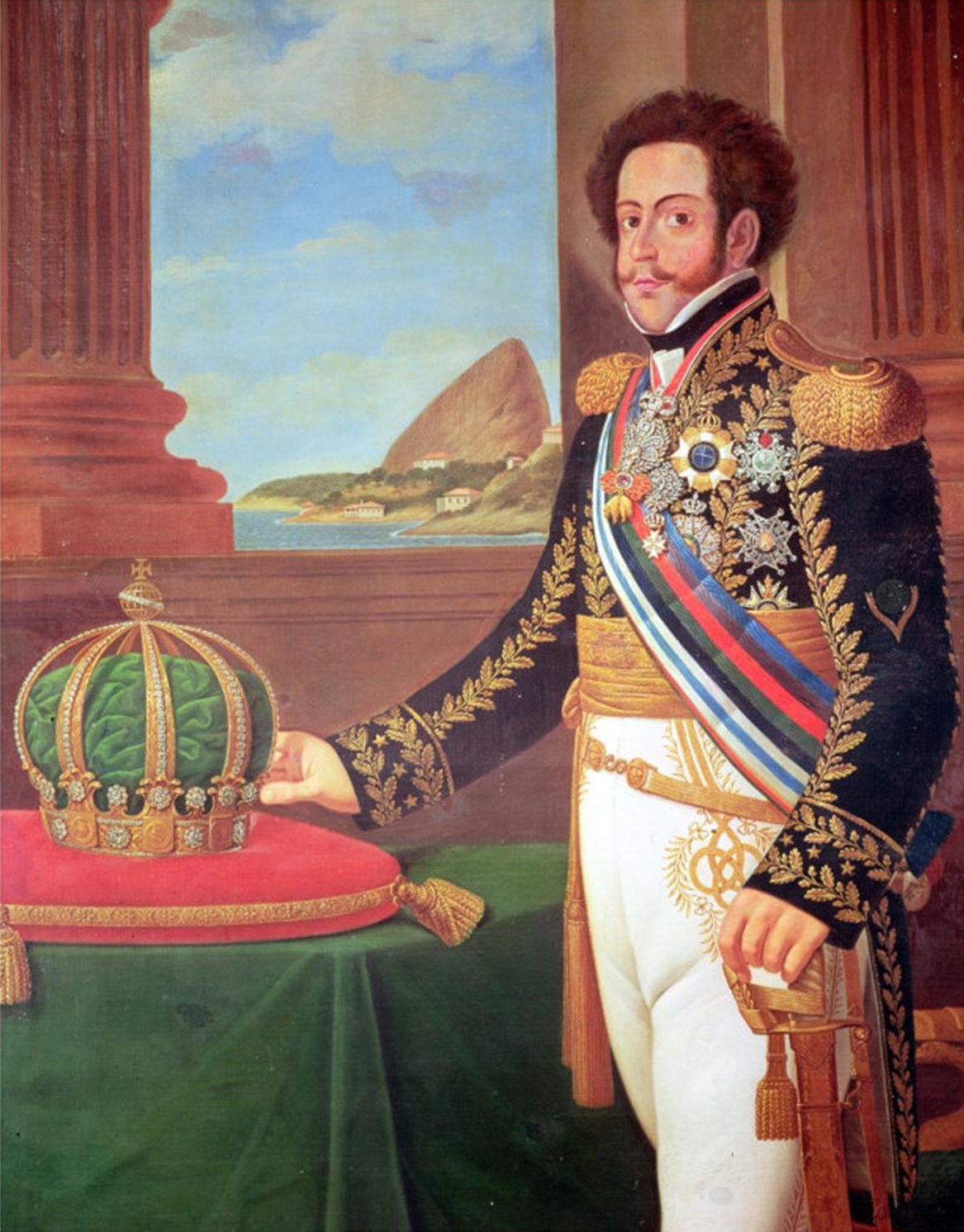
La constitución definió al emperador como Jefe de Estado y del poder Ejecutivo de Brasil. En la imagen D. Pedro I y la corona imperial de Brasil. Artista: Henrique José de Silva.

Principales características de esta Constitución:
- El gobierno es una monarquía unitaria y hereditaria;
- La existencia de 4 poderes: el Legislativo, el Ejecutivo, la Judicatura y el Poder Moderador, este por encima de los demás poderes, ejercido por el Emperador;
- El Estado adoptaba el catolicismo como religión oficial. Las otras religiones eran permitidas con sus cultos domésticos, siendo prohibida la construcción de templos con aspecto exterior diferenciado;
- Define quién es considerado ciudadano brasileño;
- Las elecciones eran censitarias e indirectas;
- Sometimiento de la Iglesia al Estado, inclusive con el derecho del Emperador de conceder cargos eclesiásticos en la Iglesia católica (Padroado);
- Fue una de las primeras del mundo a incluir en su texto (artículo 179) un rol de derechos y garantías individuales;
- El Emperador era inimputable (no respondía judicialmente por sus actos).
- Por medio del Poder Moderador el emperador nombraba los miembros vitalicios del Consejo de Estado, los presidentes de provincia, las autoridades eclesiásticas de la Iglesia oficial católica o del Senado vitalicio. También nombraba y suspendía a los magistrados del Poder Judicial, así como nombraba y destituía a los ministros del Poder Ejecutivo.

### Clasificación en cuanto a las normas
Es una Constitución escrita, semirrígida, codificada, otorgada, dogmática y analítica. Guarda los principios del liberalismo político, aunque desvirtuados por el excesivo centralismo del emperador. Algunos artículos relevantes de la Constitución son:
- Art. 1. El Imperio de Brasil es la asociación política de todos los brasileños. Ellos forman una nación libre e independiente, que no admite otro lazo de unión o federación que se oponga a su independencia.
- Art. 3. Su gobierno es monárquico, hereditario, constitucional y representativo.
- Art. 5. La Religión Católica Apostólica será la religión del Imperio. Todas las demás religiones serán permitidas con su culto doméstico, o particular, en casas destinadas a ello, sin forma alguna exterior de templo.
- Art. 11. Los representantes de la Nación brasileña son el Emperador y la Asamblea General.
- Art. 14. La Asamblea General se compone de dos cámaras: Cámara de Diputados y Cámara de Senadores o Senado.
- Art. 35. La Cámara de los Diputados es electiva y temporal.
- Art. 40. El Senado estará compuesto de miembros vitalicios y será organizado por elección provincial.
- Art. 98. El Poder Moderador es la llave de toda la organización política y está delegada privadamente al Emperador, como Jefe Supremo de la Nación y su primer Representante, para que incesantemente vele sobre el mantenimiento de la independencia, el equilibrio y la armonía de los demás Poderes políticos.
- Art. 102. El Emperador es el Jefe del Poder Ejecutivo, que se ejercita por sus ministros de Estado.
- Art. 137. Habrá un Consejo de Estado, compuesto por consejeros vitalicios nombrados por el Emperador.